# In America
In America (prt: Na América; bra: Terra de Sonhos) é um filme estadunidense de 2002 de drama, produzido por Jim Sheridan. Uma semi-autobiografia com roteiro de Sheridan e sua filhas Naomi e Kirsten onde foca a luta de uma família imigrante irlandesa para começar uma nova vida na cidade de Nova York, como visto através dos olhos da filha mais velha.
O filme foi indicado a três Oscars, incluindo Melhor Roteiro Original para os Sheridans, Melhor Atriz para Samantha Morton e Melhor Ator Coadjuvante para Djimon Hounsou.

## Sinopse
Christy (Sarah Bolger) é uma garota de 11 anos em que a família acaba de se mudar, da Irlanda para os Estados Unidos da América.
Ela acha a sua nova casa como um local mágico e especial, onde os sonhos mais desejados e secretos podem tornar-se realidade. Para os seus pais a mudança é a grande oportunidade de recomeçar a vida, após a perda do filho mais novo.
Em meio a milhares de famílias que tentam a sorte nos Estados Unidos, há uma família que carrega uma grande tristeza pela perda do filho. Eles encontram em Nova Iork um lugar onde podem ficar e tentar esquecer toda a melancolia que se propaga entre eles.
Jim Sharidan, nos apresenta uma grande e linda história, de uma família que se redescobre em plena América dos Sonhos, idealizada nos filmes, músicas e produtos, que nos vendem uma imagem de grande fantasia.
Através da lente da câmera de uma menina de apenas 11 anos, somos levados a terra de sonhos de família. Seus desejos, conquistas, decepções e alegrias são mostrados com uma realidade impressionante. Praticamente, somos inseridos no mundo fantástico e misterioso das duas meninas que compartilham a maior parte do filme.
A cada cena, o telespectador se encanta com a trilha sonora que se alia a narrativa e nos encanta tanto, ao ponto de nos fazer chorar.
Uma obra-prima eterna sobre saudade e fantasia nos olhos de uma criança.

## Elenco
- Paddy Considine (Johnny)
- Samantha Morton (Sarah)
- Sarah Bolger (Christy)
- Emma Bolger (Ariel)
- Ciaran Cronin (Frankie)
- Djimon Hounsou (Mateo)
- Juan Hernandez (Papo)
- Jason Salkey (Tony)
- Rene Millan (Steve)
- Sara James (Namorada de Papo)
- Nye Heron (Homem cego)
- Neal Jones (Oficial da imigração)
- Randall Carlton (Oficial da imigração)

## Prémios e nomeações
- Recebeu três nomeações ao Óscar, nas seguintes categorias:
  - Melhor Actriz (Samantha Morton),
  - Melhor Actor Secundário (Djimon Hounson)
  - Melhor Argumento Original
- Recebeu duas nomeações ao Globo de Ouro, nas seguintes categorias:
  - Melhor Argumento
  - Melhor Canção Original ("Time Enough for Tears")
- Ganhou dois prémios no Independent Spirit Awards, nas seguintes categorias:
  - Melhor Actor Secundário (Djimon Hounson)
  - Melhor Fotografia
- Recebeu ainda outras quatro nomeações, nas seguintes categorias:
  - Melhor Filme
  - Melhor Realizador
  - Melhor Actriz (Samantha Morton)
  - Melhor Actriz Secundária (Sarah Bolger)
- Recebeu ainda outras nomeações no elenco com Djimon Hounsou:
  - Melhor ator Coadjuvante - Black Reel Awards - In America
  - Melhor ator Coadjuvante - Independant Spirit Award - In America
  - Ator Coadjuvante do Ano - ShoWest Convention, USA
  - Melhor ator Coadjuvante - Satellite Awards - In America
  - Melhor ator Coadjuvante - San Diego Film Critics Society Awards - In America